# Parafia Przemienienia Pańskiego w Ładnej
Parafia Przemienienia Pańskiego w Ładnej – parafia rzymskokatolicka, znajdująca się w diecezji tarnowskiej, w dekanacie Tarnów Wschód.
Kościół parafialny pw. Przemienienia Pańskiego został zbudowany w latach 1989–2002 według projektu architekta Zygmunta Honkisza.